# Ajia Warwara (stacja metra)
Ajia Warwara (gr. Αγία Βαρβάρα) – stacja 3 linii metra w Atenach. Otwarta 7 lipca 2020 roku w ramach rozbudowy linii numer 3 w kierunku Pireusu.
Wejście do stacji znajduje się obok kościoła Świętej Matki Bożej Miłosiernej (Ajia Eleusa) w miejscowości Ajia Warwara.